# Aly Abeid
Yacoub Aly Abeid (ur. 11 grudnia 1997 w Arafat, Nawakszut) – mauretański piłkarz występujący na pozycji lewego obrońcy w Cluj.